# Munros
Els munros són les muntanyes  escoceses d'una alçada superior a 914,4m (3000 peus). Són anomenades així, ja que Sir Hugh Munro (1856-1919) va fer el primer cens exhaustiu d'aquestes, conegut amb la denominació de Munro's Tables, el 1891.
Existeixen altres classificacions per a les muntanyes més baixes, que comprenen els  marilyns, els  corbetts, els  grahams i (al sud del país), els  donalds. Tanmateix els munros continuen sent únics, ja que no tenen criteris d'admissió.

Vista panoràmica del massís d'An Teallach on hi ha nombrosos munros